# Nahas Angula
Nahas Angula, född 22 augusti 1943, är en namibisk politiker som från 21 mars 2005 till 4 december 2012 var Namibias premiärminister.